# Ideobisium trifidum
Ideobisium trifidum es una especie de arácnido del orden Pseudoscorpionida de la familia Syarinidae.

## Distribución geográfica
Se encuentra en la India.